# Route départementale 27 (Nièvre)
Pour les articles homonymes, voir Route départementale 27.
La route départementale 27, ou RD 27, est une route départementale de la Nièvre. Longue de 36 km, elle parcourt une partie du Haut-Morvan en reliant Château-Chinon (Ville) à Luzy.

## Parcours

### Communes traversées
La route départementale 27 traverse les territoires des communes suivantes :
- Château-Chinon (Ville)
- Château-Chinon (Campagne)
- Saint-Léger-de-Fougeret
- Fâchin
- Villapourçon
- Larochemillay
- Millay
- Luzy

### Villes et villages desservis
Les villes et hameaux desservis sont :
- Château-Chinon (Ville)
- La Marquise (commune de Château-Chinon (Campagne))
- La Croix-de-Pré (commune de Château-Chinon (Campagne))
- Les Buteaux (commune de Fâchin)
- Le Puits (commune de Villapourçon)
- Le Foudon (commune de Villapourçon)
- Le Verne (commune de Larochemillay)
- Le Chalet (commune de Larochemillay)
- Larochemillay
- La Croix-du-Marché (commune de Millay)
- Chevrette (commune de Millay)
- Les Hérards (commune de Millay)
- Les Brûlés (commune de Luzy)
- Luzy

## Dénivelés
À son départ dans la rue de Bibracte à Château-Chinon (Ville), la RD 27 se situe à une altitude de 533 m. Elle monte, 6 km plus loin, à une altitude de 626 m au Bois de la Queudray (forêt de la Gravelle), puis à 694 m à son 11e kilomètre, juste après le hameau des Buteaux. Elle atteint son point culminant à 766 m à son 13e kilomètre, toujours dans la forêt de la Gravelle.
Elle redescend ensuite à une altitude de 600 m au hameau du Puits, à son intersection avec la route départementale 18 (19e kilomètre). Elle se situe par la suite à des altitudes successives de 524 m (près du Foulon, 21e kilomètre) et de 457 m (24e kilomètre), avant d'atteindre 326 m à Larochemillay à son 28e kilomètre.
Sur la fin de son parcours, elle continue à baisser d'altitude pour atteindre 300 m au Chalet et enfin 277 m au centre de Luzy.

## Intersections
Du nord vers le sud, la RD 27 coupe tout d'abord, au lieu-dit La Croix-de-Pré, la RD 157 qui relie Saint-Léger-de-Fougeret à l'ouest, à la RD 978 à l'est.
Une intersection avec la RD 177 permet plus loin de rejoindre Arleuf, toujours sur la RD 978. La RD 197 permet ensuite d'aller à Glux-en-Glenne. Ensuite, une intersection avec la RD 18 relie la RD 27 à Villapourçon et encore Glux-en-Glenne.
Vers la moitié de son parcours, un croisement permet d'accéder à la RD 507 qui suit la RD 27 parallèlement avant de la retrouver quelques kilomètres plus loin à Larochemillay. Elle croise ensuite la RD 124 qui relie Chiddes à l'ouest, à Millay à l'est.
Elle rejoint ensuite à Luzy la RD 981 (ex-RN 478) qui relie Nevers à Autun en passant par Decize, ainsi que la RD 985 (ex-RN 485) ou Route Buissonnière (pour rejoindre Saint-Honoré-les-Bains et Toulon-sur-Arroux) et la RD 973 (vers Bourbon-Lancy).

## Sites remarquables le long et à proximité de la RD 27
(septembre 2010).
- Château-Chinon (Ville)

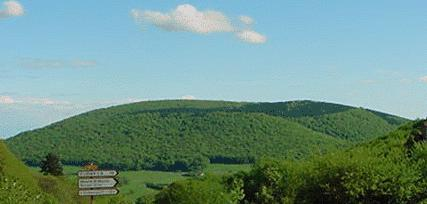
Le mont Beuvray

  - Liste des lieux et monuments de Château-Chinon (Ville)
- Saint-Léger-de-Fougeret
  - le château de Saint-Léger-de-Fourgeret
  - le château de Bouteloin
  - le château de Clinzeau
- Fâchin
  - le sentier de grande randonnée de Pays Tour du Morvan
- Villapourçon
  - le Rocher de Saint Martin
  - la chaise à Buteau
  - la cascade de la Dragne

- Glux-en-Glenne
  - les sources de l'Yonne
  - le mont Beuvray et l'oppidum de Bibracte
- Larochemillay
  - le château du Duc de Villars
  - le Château de Machefer
- Luzy
  - Liste des lieux et monuments de Luzy